# De Sliert in de lucht
De Sliert in de lucht is het vijfde stripalbum uit de reeks De Sliert. In 1967 verscheen het als derde album in de reeks, maar bij een vernieuwde versie van de reeks in de jaren tachtig werden twee albums, De Sliert op zoek en De Sliert in de tegenaanval, tussen album 2 en 3 toegevoegd. Bij de herdruk in 1984 verscheen De Sliert in de lucht daarom als vijfde album in de reeks. Het verhaal is getekend door Jean Roba op een scenario van Vicq. Het verscheen voor het eerst in 1963-1964 in Spirou (nummers 1325-1355). Het verhaal vormt een tweeluik met De Sliert op de Galopingo's.

## Verhaal
Er loopt een wedstrijd waarbij de kandidaten een vliegtuig moeten bouwen dat wordt aangedreven door de spierkracht van de piloot. Zowel De Sliert als de Kaaimannen zijn geïnteresseerd in de hoofdprijs: een reis naar de eilandengroep de Galopingo's. De Kaaimannen merken dat de plannen van Archibald opschieten, waarop Tannie besluit om de plannen te stelen. Rudolf schaduwt De Sliert, maar Archibald en Phil krijgen dit in de gaten. Archibald laat zich dan ook gemakkelijk de plannen afhandig maken. Valse plannen, met bijvoorbeeld de onbestaande zizogene met lager als onderdeel.
Na verloop van tijd merken de Kaaimannen dat ze Archibald moeten vragen wat de zizogene is. Archibald wordt gekidnapt, maar de alerte James komt hem samen met De Sliert bevrijden. De Kaaimannen proberen nog het toestel van De Sliert te vernielen, maar geraken niet op het terrein.
De wedstrijd gaat door en de Kaaimannen laten zich weer opmerken: ze willen de start van het vliegtuig van Archibald verpesten. James heeft hen echter in de gaten gehouden en geeft hen wat billenkoek. Uiteindelijk kan Dizzy met wat hulp van de wind stunten in de lucht. Het levert De Sliert de hoofdprijs op: een ticket voor de Galopingo's. Het vliegtuig krijgt een plaatsje in het nationale luchtvaartmuseum.